# NGC 457
NGC 457（Caldwell 13、Melotte 7）は、カシオペヤ座の方角に約7900光年離れた位置にある散開星団である。ふくろう星団（Owl Cluster ）、とんぼ星団（Dragonfly Cluster ）という名前でも知られる。また、5等級のカシオペヤ座φ1星と7等級のカシオペヤ座φ2星が両目のように見えるため、映画のキャラクターに例えてE.T.星団（ET Cluster ）とも呼ばれる。1787年にウィリアム・ハーシェルが発見した。約2100万歳であると推定されている。12等級から15等級の約150個の恒星が集まっている。